# Fieke Boekhorst

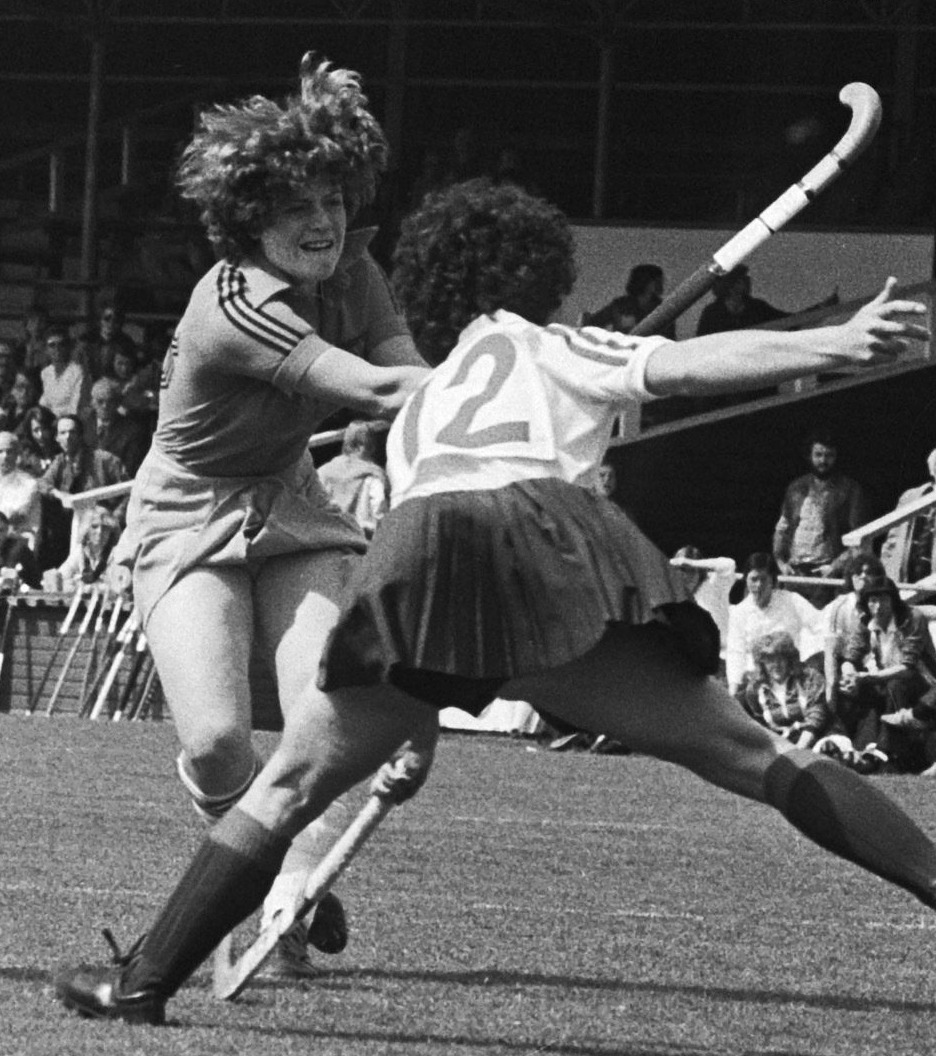
Fieke Boekhorst beim Torschuss (1978)

Josephine Francisca Maria „Fieke“ Boekhorst, nach Heirat Fieke van Griensven, (* 18. Dezember 1957 in Helmond) ist eine ehemalige niederländische Hockeyspielerin. Sie gewann mit der niederländischen Nationalmannschaft die olympische Goldmedaille 1984 und war Weltmeisterin 1978 sowie 1983.

## Sportliche Karriere
Fieke Boekhorst vom Eindhovense Mixed Hockey Club (EMHC) rückte 1978 in die Nationalmannschaft. Bei der Weltmeisterschaft 1978 in Madrid gewannen die Niederländerinnen in ihrer Vorrundengruppe alle vier Spiele und besiegten im Halbfinale die belgische Mannschaft mit 6:0. Im Finale bezwangen sie die Deutschen mit 1:0.
Bei der Weltmeisterschaft 1981 unterlagen die Niederländerinnen im Finale von Buenos Aires der deutschen Mannschaft im Siebenmeterschießen. Zwei Jahre später gewannen die Niederländerinnen den Titel bei der Weltmeisterschaft 1983 in Kuala Lumpur mit einem 4:2-Sieg über Kanada.
Im Mai 1984 fand in Lille die erste Europameisterschaft der Damen statt. Die Niederlande unterlagen in der Vorrunde der Mannschaft aus der Sowjetunion mit 2:3. Im Finale trafen die beiden Teams wieder aufeinander und diesmal gewannen die Niederländerinnen mit 2:0. Die Mannschaft aus der Sowjetunion war bei den Olympischen Spielen 1984 in Los Angeles wegen des Olympiaboykotts nicht am Start. Insgesamt nahmen sechs Mannschaften teil, darunter aus Europa nur die Europameisterinnen aus den Niederlanden und die Europameisterschaftsdritten aus Deutschland. Die Niederländerinnen gewannen vier Spiele und spielten gegen Kanada Unentschieden. Damit erhielten sie die Goldmedaille vor den Deutschen. Beim 6:2-Sieg der Niederländerinnen über die Deutschen hatte Boekhorst zwei Treffer nach Strafecken erzielt.
1986 erlitt Fieke Boekhorst eine schwere Knieverletzung und musste ihre aktive Karriere beenden. Bei der Weltmeisterschaft in Amstelveen war sie als Team-Beobachterin im Stab von Trainer Gijs van Heumen.
Fieke Boekhorst bestritt 90 Länderspiele und erzielte dabei 106 Tore. Die Verteidigerin gilt als erste Strafeckenspezialistin im Damenhockey.